# Гетерофилия
Гетерофили́я, или любо́вь к разли́чному — тенденция индивидов собираться в разнообразные группы; противоположность гомофилии. Это явление наблюдается в отношениях между индивидами. Как результат, его можно анализировать на рабочем месте для создания более эффективного и инновационного рабочего места. Оно также стало областью анализа социальных сетей.

## Происхождение и определение термина
Большая часть ранних работ по гетерофилии была выполнена в 1960-х годах Эвереттом Роджерсом в его книге «Диффузия инноваций». Согласно Роджерсу, «гетерофилия, зеркальная противоположность гомофилии, определяется как степень, в которой пары взаимодействующих индивидов различаются в определённых атрибутах». Это «противоположность гомофилии, вероятности, что индивиды окружат себя теми, кто с ними схож». Примером гетерофилии было бы, если бы индивиды различного этнического и социо-экономического происхождения стали бы друзьями. В своей работе Роджерс показал, что гетерофильные сети более способны к распространению инноваций. Позже учёные, такие как Пол Бёртон (Paul Burton), выявили взаимосвязь между современным анализом социальных сетей, используемым Марком Грановеттером в его теории слабых связей, и работой Георга Зиммеля. Бёртон выявил, что упоминание Зиммелем «незнакомца» — это эквивалент слабой связи Грановеттера в том, что оба могут связывать гомофильные сети, превращая их в большего размера гетерофильную сеть.

## В социальных и интимных отношениях
Гетерофилия — это обычно не тот термин, что часто встречается сам по себе. Более обычно он применяется в связке с другими подобными терминами, привлекающими внимание. Гетерофилия часто обсуждается вместе со своей противоположностью, гомофилией, при анализе того, как отношения формируются между людьми. Гетерофилия также может упоминаться в таких областях как гомогамия, экзогамия и эндогамия.
Чтобы полностью понимать гетерофилию, важно понимать значение и важность гомофилии. Теория гомофилии утверждает, что «подобие ведёт к связи». Гомофилия имеет два особых типа: гомофилия по статусу и гомофилия по значению. Гомофилия по статусу — это по приписанным статусам, таким как раса, пол и возраст. Гомофилия по значению относится к общим убеждениям и практикам среди индивидов. Изучение гомофилии связало предпочтение между индивидами с общими сходными демографическими показателями. Они могут включать, не ограничиваясь этим: расу, национальность, пол, социально-экономический статус. В сущности, согласно The logic of social bias: The structural demography of heterophily (Логика социальных пристрастий: структурная демография гетерофилии) Рэя Риганса (Ray Reagans), первая компонента — это внутренний уровень межперсонального предпочтения из-за гомофилии.
Индивиды с большей вероятностью формируют социальные группы, основываясь на том, что у них есть общего. Это создаёт сильные связи внутри группы. Марк Грановеттер определил силу связи как «комбинацию количества времени, эмоциональной интенсивности, близости и взаимных услуг, которые характеризуют связь». Тем не менее, в статье Грановеттера предполагалось, что слабые связи также играют важную роль в построении социальных сетей. Он уверяет, что слабые связи могут быть более эффективными, чем сильные связи, в достижении индивидов. Подобные результаты цитируются при обсуждении гетерофилии.
Воздействие и встречаемость гетерофилии также анализируются в интимных отношениях. В Dangerous Liaisons? Dating and Drinking Diffusion in Adolescent Peer Networks (Опасные связи? Знакомства и распространение употребления алкоголя в сетях подростков-сверстников), Дерек Кригер и Дана Хейни (Derek Kreager, Dana Haynie) упоминают воздействие гетерофилии на романтические отношения. Они видят удаление барьера пола как уход от гомофилии в дружбе сверстников. Согласно Кригеру и Хейни, «открытость новым типам поведения и социальных контекстов, ассоциирующихся с любовным партнёром, могут также соответствовать более высоким уровням влияния этого партнёра». Термины гомогамия, эндогамия и экзогамия часто используются при обсуждении интимных отношений в социологическом контексте. Гомогамия относится к тенденции индивидов сочетаться браком с теми, кто похож на них, тогда как эндогамия это практика браков внутри определённой группы. Связь между этими терминами и гомофилией — это тенденция быть привлечённым к тому, кто схож. Гомогамия и эндогамия могут быть результатом культурных практик или персонального предпочтения. Противоположность эндогамии, экзогамия, это брак только вне определённой группы.

## В рабочем окружении
Концепция гетерофилии упоминалась в отношении рабочих окружений и отношений в них. Гетерофилия особенно часто упоминается в дискуссии теории диффузии инноваций. Diffusion of Innovations («Диффузия инноваций») — это книга, написанная Эвереттом Роджерсом, где он впервые ввёл термин «гетерофилия». Сама по себе теория диффузии инноваций используется для объяснения, как новые или инновационные идеи распространяются в системе, состоящей из индивидов. Роджерс видел гетерофилию между индивидами как «одну из наиболее особенных проблем в коммуникации». Это потому, что он считал гомофилию более выгодной в коммуникациях. Основное обоснование состояло в том, что люди, у которых больше общего друг с другом, могут общаться более комфортно друг с другом. Тем не менее, Роджерс верил, что гетерофилия имеет такое воздействие на теорию диффузии инноваций, что он утверждал в своей книге, что «сама природа диффузии требует, чтобы хотя бы некоторая степень гетерофилии присутствовала между двумя участниками». Гетерофилия — также активная часть диффузии информационного процесса. В результате, концепция гетерофилии изучалась в попытке улучшить отношения между индивидами в рабочем окружении.